# 海亞茨維爾
海亞茨維爾（英語：Hyattsville）是美國馬里蘭州喬治王子縣的一座城市，人口21,187人。海亞茨維爾位在美國首都華盛頓哥倫比亞特區東北方的郊區，華盛頓地鐵綠線的海亞茨維爾交叉口站位於此城。